# Ізабелла Марія Бразильська
Ізабелла Марія ді Алкантара Бразильська (порт. Isabel Maria de Alcântara Brasileira; 23 травня 1824, Ріо-де-Жанейро — 3 листопада 1898, Мурнау-ам-Штаффельзе) — бразильська аристократка з роду Браганса, маркізи Сантуш, позашлюбна дитина Педру І.
У 1826 імператор офіційно визнав дівчинку, у зв'язку з чим вона отримала титул герцогині Гояс і право використання звернення «Її Високості герцогині Гояс»; цей указ не дозволяв Ізабеллі Марії зайняти місце в черзі на престол, проте її вважали принцесою Бразилії та захисницею провінції Гояс.
З 1830 жила в Європі, в 1843 вступила в шлюб, після якого була відома як Ізабелла Фішлер (Isabel Fischler), графиня Тройберг, баронеса Хольцен.